# Tony Sly
Anthony James Sly, detto Tony (Mountain View, 4 novembre 1970 – 31 luglio 2012), è stato un cantante e chitarrista statunitense, leader del gruppo punk No Use for a Name.

## Biografia
Oltre alla quasi totalità delle pubblicazioni con i No Use for a Name, a partire dal 2004 aveva iniziato una carriera solista parallelamente all'attività con i No Use for a Name, che è stata composta di quattro album studio (Joey Cape * Tony Sly: Acoustic in collaborazione con Joey Cape, 12 Song Program del 2010, Sad Bear, del 2011 e Acoustic Vol. 2 del 2012, sempre con Joey Cape) e da un EP (Tony Sly/Joey Cape Split 7", del 2011, nuovamente con la partecipazione di Joey Cape). Nel 2011 Tony, insieme a Joey Cape, Brian Wahlstrom e Jon Snodgrass, ha creato la band Scorpios, con i quali ha pubblicato l'album omonimo Scorpios, che ha dimostrato continuità con le sue produzioni acustiche da solista.
Il 19 giugno 2012 per Joey Cape * Tony Sly: Acoustic è stata annunciata una nuova versione in vinile colorato.
È scomparso il 31 luglio 2012 all'età di 41 anni durante il sonno, stando a quanto riferito dalla Fat Wreck Chords.
Nell'aprile 2013 è stato annunciato un album tributo in suo onore, The Songs of Tony Sly: A Tribute, pubblicato il 29 ottobre dello stesso anno, a cui hanno partecipato 26 gruppi punk.

## Discografia con iNo Use for a Name

### Album in studio
- 1991 - Incognito (New Red Archives, ripubblicato dalla Fat Wreck Chords nel 2001[16])
- 1992 - Don't Miss the Train (New Red Archives, ripubblicato dalla Fat Wreck Chords nel 2001[17])
- 1995 - ¡Leche con carne! (Fat Wreck Chords)
- 1997 - Making Friends (Fat Wreck Chords)
- 1999 - More Betterness! (Fat Wreck Chords)
- 2002 - Hard Rock Bottom (Fat Wreck Chords)
- 2005 - Keep Them Confused (Fat Wreck Chords)
- 2008 - The Feel Good Record of the Year (Fat Wreck Chords)

### Album live
- 2001 - Live in a Dive: No Use for a Name (Fat Wreck Chords)

### Raccolte
- 2000 - NRA Years (Golf Records)
- 2007 - All the Best Songs (Fat Wreck Chords)

### EP
- 1988 - No Use for a Name
- 1990 - Let 'em Out
- 1993 - The Daily Grind (Fat Wreck Chords)

### Apparizioni in compilation
- 1998 - A Compilation of Warped Music
- 2000 - World Warped III Live
- 2001 - Warped Tour 2001 Tour Compilation
- 2002 - Warped Tour 2002 Tour Compilation
- 2003 - Warped Tour 2003 Tour Compilation
- 2005 - Warped Tour 2005 Tour Compilation
- 2011 - Batteries not Required
- 2013 - The Songs of Tony Sly: A Tribute

## Discografia con gliScorpios

### Album in studio
- 2011 - Scorpios

## Discografia solista

### Album in studio
- 2004 - Joey Cape * Tony Sly: Acoustic (con Joey Cape[6])
- 2010 - 12 Song Program
- 2011 - Sad Bear
- 2012 - Acoustic Vol. 2 (con Joey Cape[9][10])

### EP
- 2011 - Tony Sly/Joey Cape Split 7" (con Joey Cape[11])